# Лопес Сальгадо, Орасио
Орасио Хосе Лопес Сальгадо (исп. Horacio José López Salgado; род. 15 сентября 1948, Таско-де-Аларкон, Мексика) — мексиканский футболист, нападающий .

## Клубная карьера
Родился 15 сентября 1948 года в Таско-де-Аларкон, Мексика.
Во взрослом футболе дебютировал в 1967 году выступлениями за команду «Америка». Провёл в клубе пять сезонов, а в 1971 году стал чемпионом страны.
По завершении сезона перешёл в клуб «Крус Асуль» и за следующие три года выиграл три титула чемпиона Мексики. За исключением футболистов «Гвадалахары», он стал единственным мексиканским футболистом, который выигрывал титул чемпиона четыре года подряд. За «Крус Асуль» провёл 11 сезонов карьеры и забил 122 гола.
Завершил карьеру футболиста 1 июля 1983 года в клубе «Некакса».

## Карьера в сборной
22 декабря 1968 года дебютировал в официальных матчах в составе национальной сборной Мексики. Первый гол за сборную забил 15 марта 1970 года в ворота сборной Перу.
В течение карьеры в сборной, длившейся двенадцать лет, провёл в её составе 50 матчей и забил 13 голов.
Участвовал в чемпионате мира 1970 года и был самым молодым игроком в сборной Мексики.